# I Can't Make You Love Me
I Can't Make You Love Me — пісня Бонні Рейтт, випущена 1991 року. Вийшла в альбомі Luck of the Draw, а також як сингл.
Ця пісня потрапила до списку 500 найкращих пісень усіх часів за версією журналу Rolling Stone
Автори пісні Майк Рід та Аллен Шамблін. Ідея пісні прийшла до Ріда, коли він читав статтю про чоловіка, якого заарештували за пияцтво і стрілянину по машині своєї подруги. Суддя запитав його, чи він усвідомив що-небудь, на що той відповів: «Я усвідомив, Ваша Честь, що ви не можете змусити жінку любити вас, якщо вона цього не хоче.»

## Список композицій
| #  | Назва                      | Автор                                       | Тривалість |
| -- | -------------------------- | ------------------------------------------- | ---------- |
| 1. | «I Can't Make You Love Me» | Mike Reid and Allen Shamblin                | 5:35       |
| 2. | «Right Place, Wrong Time»  |                                             | 4:05       |
| 3. | «Good Man, Good Woman»     | Cecil Womack and Linda Womack, Bonnie Raitt | 3:34       |
| 4. | «Cry On My Shoulder»       |                                             | 3:43       |